# Aeroportul Charlo
Aeroportul Charlo (IATA: YCL, ICAO: CYCL) este un aeroport din Charlo⁠(d), Heron Bay⁠(d), Restigouche County⁠(d), Noul Brunswick, Canada ce deservește zona Charlo⁠(d).
Situat la o altitudine de 40 m, aeroportul dispune de o singură pistă.